# Traudl Eder
Traudl Eder (Mittersill, 29 gennaio 1941) è un'ex sciatrice alpina austriaca.

## Biografia
Sciatrice polivalente, Traudl Eder debuttò in campo internazionale in occasione del trofeo dell'Hahnenkamm 1957 (Kitzbühel, 19-20 gennaio), dove si classificò 26ª nella discesa libera, 15ª nello slalom speciale e 21ª nella combinata; nel 1962 si piazzò 2ª nello slalom speciale e 3ª nella combinata dell'Otto Furrer Memorial (Zermatt, 16-18 marzo) e nel 1963 subì un infortunio durante la discesa libera delle SDS-Rennen (Grindelwald, 11 gennaio) che ne compromise il prosieguo della stagione.
Fu selezionata per far parte della nazionale austriaca ai IX Giochi olimpici invernali di Innsbruck 1964, ma non prese parte alle competizioni e fu utilizzata solo come apripista nella gare di discesa libera e di slalom speciale; nel prosieguo di quella stagione 1963-1964 fu 2ª nello slalom speciale e nella combinata del trofeo Årebragden (Åre, 13-15 marzo) e nello slalom speciale di Östersund (17 marzo). Disputò le sue ultima gare internazionali in occasione della Coppa dei Paesi alpini 1965 (Davos, 9-15 febbraio); era madre di Gernot Reinstadler, a sua volta sciatore alpino, morto in un incidente di gara nel 1991.

## Palmarès

### Campionati austriaci
- 1 medaglia[senza fonte]:
  - 1 bronzo (slalom gigante nel 1964)